# Pallacanestro ai XV Giochi dei piccoli stati d'Europa
Il torneo di pallacanestro ai XV Giochi dei piccoli stati d'Europa si svolge dal 28 maggio al 1º giugno 2013.

## Medagliere
| #      | Nazione     | Oro | Argento | Bronzo | Totale |
| ------ | ----------- | --- | ------- | ------ | ------ |
| 1      | Cipro       | 1   | 0       | 1      | 2      |
| 2      | Lussemburgo | 1   | 1       | 0      | 2      |
| 3      | Islanda     | 0   | 1       | 1      | 2      |
| Totale | Totale      | 1   | 1       | 2      | 6      |

## Podi
| Evento           | Oro         | Argento     | Bronzo  |
| Torneo maschile  | Cipro       | Lussemburgo | Islanda |
| Torneo femminile | Lussemburgo | Islanda     | Cipro   |

## Torneo maschile

### Classifica
|   | Squadra     | PT | G | V | P | F   | S   | DP   |
| - | ----------- | -- | - | - | - | --- | --- | ---- |
|   | Cipro       | 8  | 4 | 4 | 0 | 322 | 224 | +98  |
|   | Lussemburgo | 7  | 4 | 3 | 1 | 328 | 251 | +77  |
|   | Islanda     | 6  | 4 | 2 | 2 | 279 | 289 | -10  |
| 4 | Andorra     | 5  | 4 | 1 | 3 | 287 | 284 | +3   |
| 5 | San Marino  | 4  | 4 | 0 | 4 | 185 | 353 | -168 |

### Risultati
| Data      | Ora         | Partita     | Partita | Partita     |
| --------- | ----------- | ----------- | ------- | ----------- |
| 28-5-2013 | 16:00 UTC+2 | Islanda     | 94 - 53 | San Marino  |
| 28-5-2013 | 20:30 UTC+2 | Andorra     | 74 - 82 | Lussemburgo |
| 29-5-2013 | 18:15 UTC+2 | Cipro       | 79 - 61 | Andorra     |
| 29-5-2013 | 20:30 UTC+2 | Lussemburgo | 88 - 61 | Islanda     |
| 30-5-2013 | 16:00 UTC+2 | San Marino  | 44 - 83 | Cipro       |
| 30-5-2013 | 20:30 UTC+2 | Islanda     | 72 - 67 | Andorra     |
| 31-5-2013 | 18:15 UTC+2 | Cipro       | 81 - 52 | Islanda     |
| 31-5-2013 | 20:30 UTC+2 | San Marino  | 37 - 91 | Lussemburgo |
| 1-6-2013  | 11:15 UTC+2 | Andorra     | 85 - 51 | San Marino  |
| 1-6-2013  | 16:15 UTC+2 | Lussemburgo | 67 - 79 | Cipro       |

## Torneo femminile

### Classifica
|   | Squadra     | PT | G | V | P | F   | S   | DP  |
| - | ----------- | -- | - | - | - | --- | --- | --- |
|   | Lussemburgo | 6  | 3 | 3 | 0 | 181 | 156 | +25 |
|   | Islanda     | 5  | 3 | 2 | 1 | 206 | 170 | +36 |
|   | Cipro       | 4  | 3 | 1 | 2 | 155 | 184 | -29 |
| 4 | Malta       | 3  | 3 | 0 | 3 | 157 | 189 | -32 |

### Risultati
| Data      | Ora         | Partita     | Partita | Partita     |
| --------- | ----------- | ----------- | ------- | ----------- |
| 28-5-2013 | 18:15 UTC+2 | Cipro       | 48 - 65 | Lussemburgo |
| 29-5-2013 | 16:00 UTC+2 | Malta       | 59 - 77 | Islanda     |
| 30-5-2013 | 18:15 UTC+2 | Lussemburgo | 54 - 49 | Malta       |
| 31-5-2013 | 16:00 UTC+2 | Cipro       | 49 - 70 | Islanda     |
| 1-6-2013  | 9:00 UTC+2  | Malta       | 49 - 58 | Cipro       |
| 1-6-2013  | 14:00 UTC+2 | Islanda     | 59 - 62 | Lussemburgo |